# 皆川村
皆川村（みながわむら）は栃木県の中南部、下都賀郡に属していた村である。

## 地理
- 河川 - 永野川、赤津川

## 歴史
- 1889年（明治22年）4月1日 - 町村制施行により、皆川城内村、大皆川村、新井村、泉川村、岩出村、志鳥村、小野口村、柏倉村が合併し下都賀郡皆川村が成立する。
- 1954年（昭和29年）9月30日 - 大宮村、吹上村、寺尾村とともに栃木市へ編入される。

## 行政
- 皆川村長

| 代 | 氏名       | 就任                       | 退任                       | 備考 |
| -- | ---------- | -------------------------- | -------------------------- | ---- |
| 1  | 石川秀三郎 | 1889年（明治22年）5月27日  | 1892年（明治25年）6月25日  |      |
| 2  | 幸島興四郎 | 1892年（明治25年）8月20日  | 1893年（明治26年）1月15日  |      |
| 3  | 幸島孝平   | 1893年（明治26年）1月30日  | 1896年（明治29年）3月30日  |      |
| 4  | 関口豊次郎 | 1896年（明治29年）4月16日  | 1898年（明治31年）10月21日 |      |
| 5  | 柏倉誠一郎 | 1898年（昭和31年）11月4日  | 1900年（明治33年）11月6日  |      |
| 6  | 関口豊次郎 | 1900年（明治33年）11月20日 | 1902年（明治35年）6月5日   |      |
| 7  | 小野幸一郎 | 1902年（明治35年）6月25日  | 1904年（明治37年）6月17日  |      |
| 8  | 高久倉蔵   | 1904年（明治37年）7月4日   | 1907年（明治40年）8月19日  |      |
| 9  | 幸島基太郎 | 1907年（明治40年）9月26日  | 1908年（明治41年）1月9日   |      |
| 10 | 野原政次   | 1908年（明治41年）3月30日  | 1912年（明治45年）3月29日  |      |
| 11 | 野原政次   | 1912年（明治45年）3月29日  | 1916年（大正5年）3月28日   |      |
| 12 | 野原政次   | 1916年（大正5年）3月30日   | 1917年（大正6年）7月7日    |      |
| 13 | 関口豊次郎 | 1917年（大正6年）8月16日   | 1921年（大正10年）8月15日  |      |
| 14 | 幸島基太郎 | 1921年（大正10年）8月23日  | 1924年（大正13年）11月1日  |      |
| 15 | 大橋藤蔵   | 1924年（大正13年）11月19日 | 1926年（大正15年）9月30日  |      |
| 16 | 馬場栄太郎 | 1926年（大正15年）10月8日  | 1930年（昭和5年）10月7日   |      |
| 17 | 氏家祐太郎 | 1930年（昭和5年）10月8日   | 1930年（昭和5年）12月24日  |      |
| 18 | 関口豊次郎 | 1931年（昭和6年）1月30日   | 1931年（昭和6年）5月28日   |      |
| 19 | 厚木藤吉郎 | 1931年（昭和6年）6月2日    | 1035年（昭和10年）6月1日   |      |
| 20 | 関口一郎   | 1935年（昭和10年）6月2日   | 1939年（昭和14年）6月1日   |      |
| 21 | 中原利一郎 | 1939年（昭和14年）7月12日  | 1941年（昭和16年）12月30日 |      |
| 22 | 厚木藤吉郎 | 1932年（昭和17年）1月9日   | 1946年（昭和21年）12月10日 |      |
| 23 | 栃木喜三郎 | 1946年（昭和21年）12月11日 | 1947年（昭和22年）4月5日   |      |
| 24 | 坂田義一   | 1947年（昭和22年）4月5日   | 1951年（昭和26年）3月20日  |      |
| 25 | 坂田義一   | 1951年（昭和26年）3月21日  | 1954年（昭和29年）9月29日  |      |

出典:『栃木県町村合併誌 第二巻』, p. 371-372